# Mateusz Sławik
Mateusz Jan Sławik (ur. 3 listopada 1980 w Katowicach) – polski piłkarz, bramkarz, trener.

## Przebieg kariery
Występował w barwach GKS Katowice, MK Górnik Katowice, Polonii Warszawa, Górnika Zabrze, Odry Opole, GKS Jastrzębie, Górniku Wesoła i Rozwoju Katowice. W Orange Ekstraklasie zadebiutował 21 sierpnia 2004 w meczu GKS Katowice – Wisła Kraków (0:3).
Sławik został wybrany najlepszym bramkarzem rundy jesiennej sezonu 2006/2007 w OE. W następnej rundzie często grał nierówno. Stracił miejsce w bramce Górnika przed derbowym meczem z Ruchem w sezonie 2007/2008 na rzecz Borisa Peskovicia. W październiku 2007 podczas treningu odniósł poważną kontuzję. Od tego czasu nie rozegrał oficjalnego meczu w barwach Górnika Zabrze. Włodarze Górnika Zabrze postanowili rozstać się i 17 lipca 2008 rozwiązano z nim kontrakt za porozumieniem stron. Od sezonu 2008/2009 został zawodnikiem Odry Opole, a od października 2009 roku reprezentował barwy GKS-u Jastrzębie.
3 sierpnia 2010 podpisał roczny kontrakt z IV-ligową drużyną, Górnikiem Wesoła. 28 sierpnia 2010 w meczu ze Skrą Częstochowa Mateusz Sławik wykonując rzut wolny z 50 metrów pokonał bramkarza gości i zarazem strzelił swoją pierwszą bramkę w ligowej karierze.
18 lutego 2011  podpisał półroczny kontrakt z Górnikiem Zabrze. Wcześniej wychowanek GKS Katowice rozwiązał za porozumieniem stron umowę z Górnikiem Wesoła.
Żonaty, ma córkę Hannę (ur. 2007) i syna Kacpra (ur. 2012). Syn Wiesława – aktora.